# 나비효과 (2004년 영화)
《나비 효과》(영어: The Butterfly Effect)는 2004년의 미국 사이코 스릴러 영화이다. 에릭 브레스와 J. 마키에 그러버가 감독하고 애슈턴 커처와 에이미 스마트가 주연을 맡았다. 영화 제목은 조그마한 시작의 차이가 시간이 지남에 따라 알 수 없는 커다란 결과로 이어지는 역학계의 혼돈 이론 원칙 나비 효과를 가리키고 있다.
크게 관련이 없는 두 후속 작품 나비 효과 2(2006년)와 나비 효과 3(2009년)이 비슷한 구성을 이용하고 있다.

## 줄거리
에반 트레본과 그의 친구 레니 케이건, 케일리 밀러, 그리고 케일리의 오빠 토미는 성장하면서 많은 심각한 심적외상을 겪었고, 이로 인해 에반은 잦은 기억상실을 경험한다. 이 외상들에는 토미의 아버지 조지에 의해 케일리와 함께 아동 포르노를 만들도록 강요당한 것, 수감된 에반의 아버지 제이슨이 경비원들에게 살해당하기 전 에반을 거의 질식시켜 죽일 뻔한 것, 다이너마이트를 가지고 놀다 실수로 어머니와 유아 딸을 죽인 것, 그리고 토미가 에반의 개 크로켓을 산 채로 불태운 것 등이 포함된다. 에반은 대처 메커니즘으로 일상 생활을 꼼꼼하게 일기장에 기록한다.
얼마 후, 대학 기숙사에서 한 소녀를 접대하던 에반은 일기장을 읽음으로써 시간을 여행하고 과거의 일부를 다시 할 수 있다는 것을 발견한다. 그의 시간 여행 에피소드는 그가 경험했던 잦은 의식 불명의 시간을 설명해 주는데, 그 시간들은 그의 나이 든 자아가 그의 의식을 차지했던 순간들이기 때문이다.
충격에 빠진 케일리가 자살하자 에반은 시간을 거슬러 올라가 조지가 그녀를 성추행하는 것을 막는다. 그는 자신과 케일리가 대학에서 행복한 커플인 현실로 돌아오지만, 조지가 그의 모든 학대적인 경향을 토미에게 쏟아부어 토미가 훨씬 더 폭력적이고 위험하게 자랐다는 것을 알게 된다. 에반이 토미에게 공격받자 그는 자기방어로 토미를 죽이고 감옥에 갇힌다. 거기서 그는 어머니가 방문 중에 일기장을 가져다주자 한 번 더 시간 여행을 한다.
돌아온 에반은 토미가 크로켓을 죽이는 것을 막지만, 토미에게 끊임없이 괴롭힘을 당하고 다이너마이트 사건 이후 정신적으로 불안정해진 레니는 금속 조각으로 토미를 죽인다. 토미의 죽음 이후, 에반은 레니가 정신병원에 수감되고 케일리가 약물 중독에 걸린 매춘부가 된 새로운 현실에서 깨어난다. 에반은 다이너마이트 사고를 막기 위해 시간을 거슬러 올라간다. 토미가 어머니와 아기를 폭발로부터 보호하는 동안, 에반은 폭발에 직접 휘말린다.
새로운 현실에서 레니와 케일리는 행복하게 연인 관계이고 토미는 종교인이 되었지만, 에반은 두 팔이 잘린 상태이다. 아들의 부상으로 슬픔에 잠긴 그의 어머니는 강박적으로 담배를 피우기 시작했고 폐암에 걸렸다. 그의 어머니와 자신을 이 운명에서 구하기 위해 에반은 어린 시절로 돌아가 불이 붙은 다이너마이트를 버리려고 하지만, 케일리가 그녀의 아버지에게서 손으로 쳐서 떨어뜨려진 다이너마이트를 집어들고, 그것은 폭발하여 그녀를 죽인다.
에반은 정신병원에서 깨어나 자신의 일기장이 더 이상 존재하지 않으며 시간 여행의 혹독함 때문에 돌이킬 수 없는 뇌 손상을 입었음을 알게 된다. 그는 그의 아버지가 시간 여행을 가능하게 했던 사진들을 잃기 전에도 같은 능력을 가지고 있었다는 것을 발견한다. 에반은 결국 자신이 과거를 계속 바꾼다면 자신과 친구들이 결코 좋은 미래를 가질 수 없을 것이라고 결론짓는다.
병원 직원들로부터 탈출하여 사무실에 바리케이드를 친 에반은 오래된 홈 무비를 사용하여 케일리를 처음 만났던 날로 돌아간다. 그는 의도적으로 그녀를 화나게 하여 그녀와 토미가 부모님의 이혼 후 아버지 대신 어머니와 함께 살기로 선택하게 한다. 그 결과, 남매는 파괴적인 양육을 겪지 않고 레니는 결코 괴롭힘을 당하지 않는다.
에반은 대학 기숙사에서 깨어나고, 레니가 그의 룸메이트이다. 그의 계획이 성공했는지 확인하기 위해 그는 케일리가 어디 있는지 묻는다. 레니는 에반이 누구를 언급하는지 모른다. 친구들의 미래가 안전하다는 것을 확신한 에반은 다시는 과거를 바꾸지 않기 위해 일기장과 비디오를 불태운다.
8년 후, 뉴욕에서 에반과 케일리는 길거리에서 서로를 스쳐 지나가며 잠시 서로를 바라보고 계속 걷는다.

## 출연
- 애슈턴 커처 - 에번 역
- 에이미 스마트 - 켈리 역
- 멜로라 월터스 - 앤드리아 역
- 엘던 핸슨 - 레니 역
- 윌리엄 리 스콧 - 토미 역
- 캐머런 브라이트 - 일곱 살 토미 역

## 한국판 성우진(MBC)
- 김영선 - 에반(애슈턴 커처)
- 이미자 - 7세 에반(로건 러먼)
- 박선영 - 켈리(에이미 스마트)
- 정재헌 - 토미(윌리엄 리 스콧)
- 방성준 - 레니(엘던 핼슨)
- 박영희 - 안드레아(멜로라 월터스)
- 손원일 - 조지 밀러(에릭 스톨츠)
- 이선주 - 13세 토미(제스 제임스)
- 이병식 - 닥터 레더필드(너새니얼 드보)
- 황윤걸 - 카터 교수(존 B. 로우)
- 변종필 - 카를로스(케빈 듀랜드)
- 이철용 - 떰퍼(이선 서플리)
- 박소라 - 13세 켈리(이렌 고로베이아)
- 한수림 - 13세 레니(케빈 슈밋)
- 김용준 - 헌터(그랜트 톰슨)
- 이민하 - 7세 토미(캐머런 브라이트)
- 한경화 - 7세 켈리(세라 위도스)
- 김두희 - 신입(샘 이스턴)
- 양준건 - 간수(제임스 밤포드)
- 류승곤 - 넬슨(데이빗 쿡)